# 吐合大祐
吐合 大祐（はきあい だいすけ、1992年2月26日 - ）は、日本の政治学者。ひょうご震災記念21世紀研究機構主任研究員。専門は政治過程論：議員行動・政党政治・地方政治・マルチレベルの選挙競争（政党組織）。

## 略歴

### 学歴
- 2010年3月 熊本県立人吉高等学校普通科卒業
- 2014年3月 島根県立大学総合政策学部総合政策学科社会経済コース卒業（学士：総合政策学）
- 2016年3月 神戸大学大学院法学研究科博士前期課程政治学専攻修了（修士：政治学）
- 2019年9月 神戸大学大学院法学研究科博士後期課程政治学専攻修了（博士：政治学）[2]
- 2019年9月25日 博士（政治学）（神戸大学）[3]

### 教歴
- 2018年4月～ 大阪市立大学法学部前期「法学政治学計量分析」[4]
- 2018年4月～ 関西国際大学後期集中「国際社会と政治」[5]